# Haselgraben (Iglseebach)
Der Haselgraben ist der linke Quellbach des Iglseebachs bei Pleinfeld im mittelfränkischen Landkreis Weißenburg-Gunzenhausen. Dessen rechter Quellbach ist der Erbsengraben.

## Verlauf
Der Bach entspringt auf einer Höhe von 466 m ü. NHN am südwestlichen Ortsrand von Mannholz. Auf seinem Lauf von rund 1,5 Kilometern nimmt er drei kleine Quellbäche auf. Südwestlich von Mannholz und östlich-oberhalb von Mischelbach vereinigt er sich im Waldgebiet Tannenloh mit dem Erbsengraben. Der Haselgraben verläuft zur Gänze in bewaldetem Gebiet.